# São Martinho de Sardoura
São Martinho de Sardoura é uma freguesia portuguesa do município de Castelo de Paiva, com 4,31 km² de área e 1849 habitantes (censo de 2021). A sua densidade populacional é 429 hab./km².
Fica a 3 km do centro da vila de Castelo de Paiva, junto à margem esquerda do Rio Douro.

## História
Apesar de, já no fim do século XV e no início do século XVI, esta freguesia figurar como anexa à de Santa Maria de Sardoura, situação que se manteve até ao século XIX, a verdade é que a sua instituição paroquial é muito remota e não parece, de modo algum, ter tido origem a partir de outra igreja, que instituísse dentro do seu território.
No ponto de vista eclesiástico, a Igreja de S. Martinho de Sardoura era, no século XII, apresentada por cavaleiros, fidalgos e paroquianos. Hoje, a freguesia tem uma Igreja Paroquial com uma arquitectura diferente e um estilo moderno, enquadrada num espaço aprazível, devidamente embelezado, tendo sido recentemente sujeita a obras de beneficiação a Igreja Primitiva, considerada a mais antiga do concelho.
No artesanato regional, destaca-se que foi nesta freguesia que, por volta da década de quarenta, começou a ser dinamizada a arte de trabalhar o cobre, cujos trabalhos de decoração e utilidades são reconhecidos em todo o lado pela sua beleza.
O Miradouro de Catapeixe é a grande atração turística da freguesia, do qual se desfruta uma soberba panorâmica sobre a Ilha do Castelo e a foz do Rio Paiva, na confluência com o Douro. A zona de lazer construída pela Câmara no Rio Sardoura tem muita procura.

## Demografia
A população registada nos censos foi:
| Distribuição da População por Grupos Etários | Distribuição da População por Grupos Etários | Distribuição da População por Grupos Etários | Distribuição da População por Grupos Etários | Distribuição da População por Grupos Etários |
| -------------------------------------------- | -------------------------------------------- | -------------------------------------------- | -------------------------------------------- | -------------------------------------------- |
| Ano                                          | 0-14 Anos                                    | 15-24 Anos                                   | 25-64 Anos                                   | > 65 Anos                                    |
| 2001                                         | 414                                          | 365                                          | 964                                          | 188                                          |
| 2011                                         | 353                                          | 274                                          | 1082                                         | 222                                          |
| 2021                                         | 250                                          | 241                                          | 1032                                         | 326                                          |

## Património
- Igreja de São Martinho (matriz)
- Capela do Santíssimo
- Ermida de São Domingos da Queimada
- Casa setecentista